# Ivar Frederick Tidestrom
Ivar Frederick Tidestrom est un botaniste américain, né en 1864 et mort en 1956.

## Biographie
Il suit Edward Lee Greene (1843-1915) de l’université de Californie (Berkeley) à l’université catholique d'Amérique où il obtient le Bachelor of Philosophy décerné par l’établissement sous la direction de Greene. Après avoir travaillé au Service des plantes industrielles du département de l'Agriculture des États-Unis auprès de Frederick Vernon Coville (1867-1937), il remplace Greene au Service des forêts de ce même département. En 1934, il retourne à l’Université catholique. Il fait paraître en 1925 la « Flora of Utah and Nevada » puis, en 1941 avec sœur Mary Teresita Kittell (1892-?), Flora of Arizona and New Mexico. Il donne un herbier de 6 000 planches à l’Université catholique.

## Source
- Arthur O. Tucker, Muriel E. Poston et Hugh H. Iltis (1989). History of the LCU herbarium, 1895-1986, Taxon, 38 (2) : 196-203.  (ISSN 0040-0262)